# Kampfringen

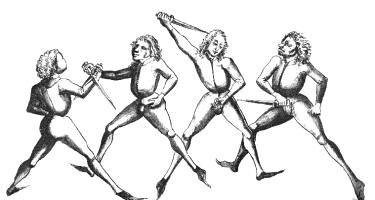
Der Scheibendolch ist eine der Waffen im Kampfringen

Das Kampfringen ist eine mittelalterliche Kampfkunst, die vor allem im Heiligen Römischen Reich praktiziert wurde. Es enthielt neben Griffen und Würgern auch Würfe und Hebeltechniken, die den heutigen Judo- und Aikidotechniken ähnlich sind.

## Techniken
Das Hauptmerk liegt bei den Würfen. Im Kampfringen sind auch Tritte zu finden, so der von Dürer dargestellte Tritt in die Genitalien. Des Weiteren Kniestoß und einfache Stampftritte mit Fußsohle oder Fußaußenkante.
Die Reaktion auf Schläge wird behandelt. Diese sind Block und/oder anschließender Hebel oder Wurf.

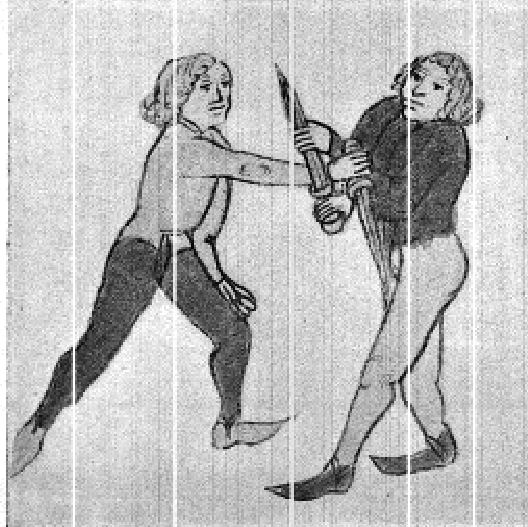
Hebeln mit dem Scheibendolch

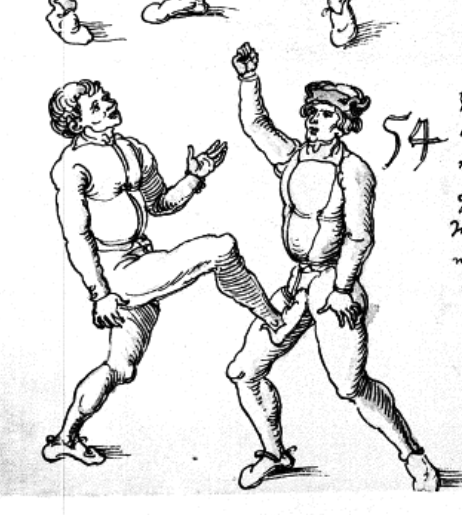
Tritt im Dürerfechtbuch

Mit den Scheibendolchen konnte gehebelt werden. Das Ringen am Schwert enthielt Tritte und vor allem Hebel.

## Geschichte

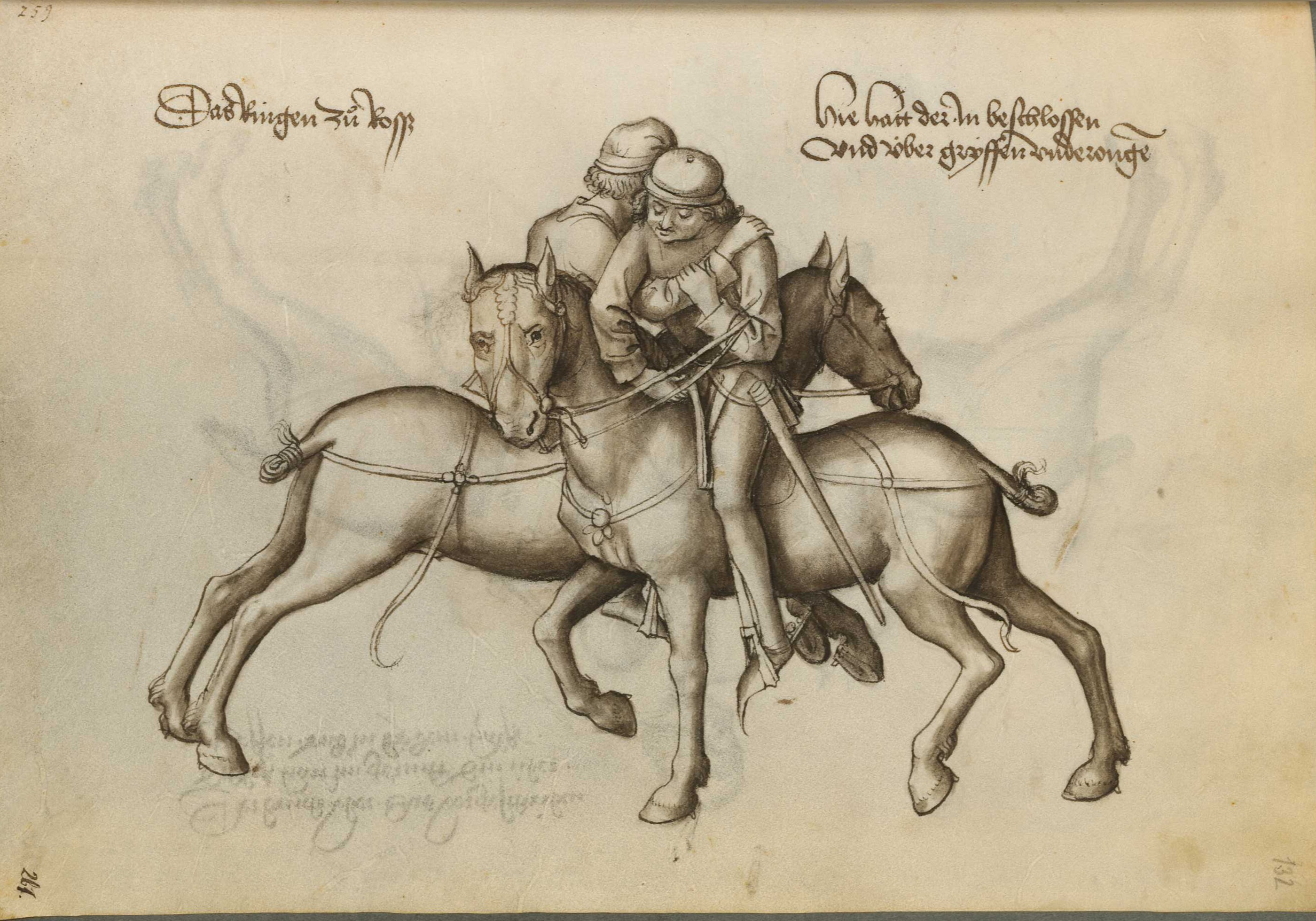
Kampfringen auf dem Pferd

Das Kampfringen diente der Ausbildung der Ritter in der waffenlosen Selbstverteidigung. Schriftliche Aufzeichnungen sind vor allem im Spätmittelalter gefunden worden, jedoch wurde das Kampfringen während des ganzen Mittelalters und der Renaissance ausgeübt und auch noch im 17. Jahrhundert praktiziert.
Heute wird das Kampfringen nicht mehr praktiziert. Teile und Grundlagen des Ringens werden jedoch nach wie vor im modernen Ringen und im Schwingen gelehrt, auf welche das mittelalterliche Kampfringen abgefärbt hat.